# Kościół Matki Boskiej Królowej Korony Polskiej w Poznaniu
Kościół Matki Boskiej Królowej Korony Polskiej – katolicka świątynia parafialna, zlokalizowana na Krzesinach w Poznaniu przy ul. Jarosławskiej 5. Architektura obiektu oparta jest na wzorach północnonorweskich.

## Historia
Kościół zbudowano jako ewangelicki, dla osadników z Westfalii w 1912. Była to nowa gmina, sprowadzona w okolice Poznania w ramach działań Komisji Kolonizacyjnej, która wysiedliła część starych mieszkańców po wykupieniu Krzesin i wytyczyła nową strukturę osadniczą, a także zmieniła nazwę wioski na Kreising. Sama świątynia (na 180 miejsc) eksponowana była w tym okresie na Wystawie Wschodnioniemieckiej w Poznaniu, jako przykład kościółka dla małych wsi osadniczych i została zakupiona dla Krzesin. Stanowiła część wzorcowej wioski poglądowej, zlokalizowanej w Poznaniu, u zbiegu ulic Śniadeckich i Orzeszkowej, wraz ze szkołą, radą wiejską i gospodą, zgrupowanych wokół centralnego placu. Montaż obiektu w Krzesinach rozpoczęto 6 maja 1912 na placu przekazanym przez lokalną szkołę. 30 października tego samego roku nastąpiło poświęcenie kościoła. 
Po 1918 liczba krzesińskich Niemców (ewangelików) drastycznie spadła - pozostało tu tylko pięć rodzin. W związku z tym zbór stał się ośrodkiem życia dla protestantów z sąsiednich wsi - Chartowa, Kamionek i Borówca. Spotkania w kościele (pod przewodnictwem Heinricha Schpramberga) miały często charakter polityczny. Sam przywódca, wraz z synem, byli członkami V kolumny. Podczas ataku na Polskę w 1939 w kościele ukryto broń. W bezpośrednim sąsiedztwie świątyni okupanci przeprowadzili w nocy z 23 na 24 listopada 1941 tzw. akcję krzesińską - systematycznie bicie, torturowanie i upokarzanie Polaków z Krzesin i okolicy.
Po II wojnie światowej kościół przejęli katolicy, a 1 marca 1958 urządzono tutaj samodzielną parafię (pierwszym proboszczem był Romuald Żurowski, wcześniej teren podlegał pod parafię głuszyńską). Mimo licznych starań o współużytkowanie kościoła z ewangelikami (lub odkupienie świątyni) w okresie międzywojennym starania te zakończyły się niepowodzeniem. Wyposażenie świątyni i dostosowanie jej do wymogów katolickich odbywało się w dużym stopniu społecznie (np. ołtarz przekazał Stanisław Majchrzak - mieszkaniec Krzesin usilnie działający wcześniej na drodze urzędowej w celu przekazania kościoła katolikom). 26 kwietnia 1958 parafię nawiedził arcybiskup Antoni Baraniak. Konsekracja nastąpiła dopiero w 2012, w setną rocznicę posadowienia zboru w Krzesinach.

## Architektura i nawiązania norweskie
Konstrukcja obiektu jest słupowo-ramowa, wypełniona cegłą i oszalowana, a od wewnątrz otynkowana. Dach zwieńczony wieżą o bardzo skomplikowanej konstrukcji. Całość miała robić malownicze wrażenie, wpisując się w sielski krajobraz wsi niemieckiej i bazując na wzorcach północnonorweskich. Prawdopodobnie jest to drugi w Polsce, obok Świątyni Wang, obiekt sakralny nawiązujący bezpośrednio do wzorów norweskich. Nie był to zresztą w Poznaniu wyjątek - oficjalne władze pruskie chętnie sięgały do wzorców skandynawskich, czego przykładem był np. pokój nordycki w poznańskim Zamku Cesarskim.
W 2011 świątynię poddano generalnej renowacji. Odsłonięto m.in. fragmenty polichromii (ornamenty kwiatowe i niemieckojęzyczne napisy gotyckie). Prezbiterium nadano nową formę, operując głównie purystycznym światłocieniem.
Krzesińska świątynia jest jedynym w Poznaniu kościołem drewnianym.

## Pomniki
Przy kościele zlokalizowano pomnik 21 ofiar II wojny światowej, odsłonięty w 1975. Oprócz tego w sąsiedztwie świątyni stoi głaz pamiątkowy odsłonięty 1 marca 2008 w pięćdziesiątą rocznicę powołania parafii (ufundowany przez parafian). Napis na nim głosi: ...a ja Tobie Panie wybudowałem dom na mieszkanie miejsce przebywania Twego na wieki (Krn).